# Pherbellia fusca
Pherbellia fusca är en tvåvingeart som först beskrevs av Cresson 1920.  Pherbellia fusca ingår i släktet Pherbellia och familjen kärrflugor.
Artens utbredningsområde är North Dakota. Inga underarter finns listade i Catalogue of Life.